# 안잘리
안잘리(Anjali, 1986년 6월 16일 ~ )는 인도의 배우, 모델이다.